# Плазмалогены
Плазмалогены (альдегидогенные липиды) — фосфолипиды, у которых в первом положении глицерина находится не жирная кислота, а остаток спирта с длинной алифатической цепью, связанный простой эфирной связью.

## Общая формула
цис-RCH=CHOCH2CH (OR") CH2 —OP(O)(OH)OX, где R-обычно алкил или алкенил, содержащий 14 или 16 атомов С; R"-ацил насыщенной или ненасыщенной кислоты с 16-24 атомами С в цепи; X = H (фосфатидалевая кислота), (фосфатидаль-холин), X = CH2CH2NH3 (фосфатидальэтаноламин), X = CH2CH(COOH)NH3 (фосфатидальсерин) и др.
Широко распространены в природе; встречаются во всех клетках животных (иногда до 22 % по массе от общего содержания фосфолипидов) и в отдельных видах растений. В больших количествах содержатся в спинном и головном мозге, сердечной мышце и плазме крови. Могут накапливаться в тканях при некоторых патологических состояниях, например при ишемии сердечной мышцы.
Плазмалогены расщепляются фосфолипазами A2, С и D, как правило, с меньшей скоростью, чем диацилфосфолипиды (в сердечной мышце идентифицирована специфическая фосфолипаза A2, гидролизующая плазмалогены с большей скоростью, чем диацилфосфолипиды).
Алкенильно-эфирная связь расщепляется плазмалогеназами с образованием RCH2CHO и лизоплазмалогена (ОН при C-1 остатка глицерина).
Биологическая роль плазмалогенов полностью не установлена. Обнаружено, что генетический дефект в синтезе их приводит к церебральным нарушениям (синдром Целлвегера). Плазмалогены участвуют в клеточном обмене полиненасыщенных жирных кислот, в первую очередь арахидоновой, выполняя функции промежуточных депо, через которые кислоты транспортируются к мембранным диацилфосфолипидам.
Поведение плазмалогенов в модельных мембранах сходно с поведением диацилфосфолипидов, хотя и обнаружены некоторые различия в структурной организации, формировании фаз, динамике поведения.
Основной путь биосинтеза — дегидрирование алкилацилфосфолипидов. Фракции, обогащенные плазмалогенами (70-80 %), получают из тканей с высоким содержанием таких липидов с помощью высокоэффективной жидкостной хроматографии (ВЭЖХ).
Другой путь включает щелочной гидролиз смеси диацил-, алкилацилфосфолипидов, выделяемой из природных источников, с последующим выделением лизоплазмалогенов (R" = ОН) и их ацилирование имидазолидами карбоновых кислот. Разделение плазмалогенов различного состава достигается ВЭЖХ высокого давления.
Химический синтез плазмалогенов основан на получении 1-О-(1-алкенил)-sn-глицеринов, их превращении в 1-О-(1-алкенил)-2-ацил-sn-глицерины с последующей введением фосфорсодержащей компоненты молекулы.